# عربخانة
عربخانة هي بلدة في مقاطعة سمرقند في ولاية سمرقند في أوزبكستان.